# Jones Nunatak
Jones Nunatak är en nunatak i Antarktis. Den ligger i Östantarktis. Australien gör anspråk på området. Toppen på Jones Nunatak är 1 287 meter över havet, eller 77 meter över den omgivande terrängen. Bredden vid basen är 1,6 km.
Terrängen runt Jones Nunatak är kuperad åt nordväst, men åt sydost är den platt. Trakten är obefolkad. Det finns inga samhällen i närheten. 